# Список астероїдів (8001—8100)
| Назва                                | Тимчасове позначення | Дата відкриття    | Місце відкриття                  | Відкривач                                              |
| ------------------------------------ | -------------------- | ----------------- | -------------------------------- | ------------------------------------------------------ |
| 8001 Рамсден (Ramsden)               | 1986 TR3             | 4 жовтня 1986     | Обсерваторія Клеть               | Антонін Мркос                                          |
| (8002) 1986 XF5                      | 1986 XF5             | 4 грудня 1986     | Обсерваторія Клеть               | Антонін Мркос                                          |
| 8003 Кельвін (Kelvin)                | 1987 RJ              | 1 вересня 1987    | Обсерваторія Ла-Сілья            | Ерік Вальтер Ельст                                     |
| (8004) 1987 RX                       | 1987 RX              | 12 вересня 1987   | Обсерваторія Ла-Сілья            | Анрі Дебеонь                                           |
| 8005 Альбінадюбуа (Albinadubois)     | 1988 MJ              | 16 червня 1988    | Паломарська обсерваторія         | Е. Гелін                                               |
| 8006 Тацціні (Tacchini)              | 1988 QU              | 22 серпня 1988    | Обсерваторія Сан-Вітторе         | Обсерваторія Сан-Вітторе                               |
| (8007) 1988 RU6                      | 1988 RU6             | 8 вересня 1988    | Обсерваторія Ла-Сілья            | Анрі Дебеонь                                           |
| (8008) 1988 TQ4                      | 1988 TQ4             | 10 жовтня 1988    | Обсерваторія Ґекко               | Йошіакі Ошіма                                          |
| 8009 Беґуін (Beguin)                 | 1989 BA1             | 25 січня 1989     | Коссоль                          | Крістіан Поллас                                        |
| 8010 Бонгардт (Bohnhardt)            | 1989 GB1             | 3 квітня 1989     | Обсерваторія Ла-Сілья            | Ерік Вальтер Ельст                                     |
| 8011 Сайдзьокейіті (Saijokeiichi)    | 1989 WG7             | 29 листопада 1989 | Обсерваторія Кітамі              | Кін Ендате, Кадзуро Ватанабе                           |
| (8012) 1990 HO3                      | 1990 HO3             | 29 квітня 1990    | Обсерваторія Сайдинг-Спрінг      | Анна Зітков, Майкл Ірвін                               |
| 8013 Gordonmoore                     | 1990 KA              | 18 травня 1990    | Паломарська обсерваторія         | Е. Гелін                                               |
| (8014) 1990 MF                       | 1990 MF              | 26 червня 1990    | Паломарська обсерваторія         | Е. Гелін                                               |
| (8015) 1990 QT2                      | 1990 QT2             | 24 серпня 1990    | Паломарська обсерваторія         | Генрі Гольт                                            |
| (8016) 1990 QW10                     | 1990 QW10            | 27 серпня 1990    | Паломарська обсерваторія         | Генрі Гольт                                            |
| (8017) 1990 RM5                      | 1990 RM5             | 15 вересня 1990   | Паломарська обсерваторія         | Генрі Гольт                                            |
| (8018) 1990 SW                       | 1990 SW              | 16 вересня 1990   | Паломарська обсерваторія         | Генрі Гольт                                            |
| 8019 Карачкіна (Karachkina)          | 1990 TH12            | 14 жовтня 1990    | Обсерваторія Карла Шварцшильда   | Лутц Шмадель, Ф. Бернґен                               |
| 8020 Ерцґебірґе (Erzgebirge)         | 1990 TV13            | 14 жовтня 1990    | Обсерваторія Карла Шварцшильда   | Ф. Бернґен, Лутц Шмадель                               |
| 8021 Волтер (Walter)                 | 1990 UO2             | 22 жовтня 1990    | Паломарська обсерваторія         | Керолін Шумейкер, Девід Леві                           |
| 8022 Scottcrossfield                 | 1990 VD7             | 10 листопада 1990 | Обсерваторія Клеть               | Антонін Мркос                                          |
| 8023 Josephwalker                    | 1991 DD              | 17 лютого 1991    | Обсерваторія Ніхондайра          | Такеші Урата                                           |
| 8024 Robertwhite                     | 1991 FN              | 17 березня 1991   | Паломарська обсерваторія         | Е. Гелін                                               |
| 8025 Forrestpeterson                 | 1991 FB4             | 22 березня 1991   | Обсерваторія Ла-Сілья            | Анрі Дебеонь                                           |
| 8026 Johnmckay                       | 1991 JA1             | 8 травня 1991     | Паломарська обсерваторія         | Е. Гелін                                               |
| 8027 Robertrushworth                 | 1991 PB12            | 7 серпня 1991     | Паломарська обсерваторія         | Генрі Гольт                                            |
| 8028 Joeengle                        | 1991 QE              | 30 серпня 1991    | Обсерваторія Сайдинг-Спрінг      | Роберт Макнот                                          |
| 8029 Miltthompson                    | 1991 RR30            | 15 вересня 1991   | Паломарська обсерваторія         | Генрі Гольт                                            |
| 8030 Williamknight                   | 1991 SK              | 29 вересня 1991   | Обсерваторія Сайдинг-Спрінг      | Роберт Макнот                                          |
| 8031 Williamdana                     | 1992 ER              | 7 березня 1992    | Обсерваторія Кушіро              | Сейджі Уеда, Хіроші Канеда                             |
| 8032 Michaeladams                    | 1992 ES1             | 8 березня 1992    | Обсерваторія Кушіро              | Сейджі Уеда, Хіроші Канеда                             |
| (8033) 1992 FY1                      | 1992 FY1             | 26 березня 1992   | Обсерваторія Кушіро              | Сейджі Уеда, Хіроші Канеда                             |
| 8034 Akka                            | 1992 LR              | 3 червня 1992     | Паломарська обсерваторія         | Керолін Шумейкер, Юджин Шумейкер                       |
| (8035) 1992 TB                       | 1992 TB              | 2 жовтня 1992     | Обсерваторія Кітт-Пік            | Spacewatch                                             |
| 8036 Маехара (Maehara)               | 1992 UG4             | 26 жовтня 1992    | Обсерваторія Кітамі              | Кін Ендате, Кадзуро Ватанабе                           |
| (8037) 1993 HO1                      | 1993 HO1             | 20 квітня 1993    | Обсерваторія Сайдинг-Спрінг      | Роберт Макнот                                          |
| (8038) 1993 JG                       | 1993 JG              | 11 травня 1993    | Обсерваторія Наті-Кацуура        | Йошісада Шімідзу, Такеші Урата                         |
| 8039 Ґрандпризм (Grandprism)         | 1993 RB16            | 15 вересня 1993   | Обсерваторія Ла-Сілья            | Анрі Дебеонь, Ерік Вальтер Ельст                       |
| 8040 Уцумікадзухіко (Utsumikazuhiko) | 1993 SY3             | 16 вересня 1993   | Обсерваторія Кітамі              | Кін Ендате, Кадзуро Ватанабе                           |
| 8041 Масумото (Masumoto)             | 1993 VR2             | 15 листопада 1993 | Касіхара                         | Фуміякі Уто                                            |
| (8042) 1994 AX2                      | 1994 AX2             | 12 січня 1994     | Обсерваторія Кушіро              | Сейджі Уеда, Хіроші Канеда                             |
| 8043 Фукугара (Fukuhara)             | 1994 XE1             | 6 грудня 1994     | Обсерваторія Оїдзумі             | Такао Кобаяші                                          |
| 8044 Цутіяма (Tsuchiyama)            | 1994 YT              | 28 грудня 1994    | Обсерваторія Оїдзумі             | Такао Кобаяші                                          |
| 8045 Каміяма (Kamiyama)              | 1995 AW              | 6 січня 1995      | Обсерваторія Оїдзумі             | Такао Кобаяші                                          |
| 8046 Адзікі (Ajiki)                  | 1995 BU              | 25 січня 1995     | Обсерваторія Оїдзумі             | Такао Кобаяші                                          |
| 8047 Акікіносіта (Akikinoshita)      | 1995 BT3             | 31 січня 1995     | Обсерваторія Оїдзумі             | Такао Кобаяші                                          |
| 8048 Андрле (Andrle)                 | 1995 DB1             | 22 лютого 1995    | Обсерваторія Клеть               | Мілош Тіхі, Зденек Моравец                             |
| (8049) 1996 FL2                      | 1996 FL2             | 17 березня 1996   | Обсерваторія Галеакала           | NEAT                                                   |
| 8050 Бейшіда (Beishida)              | 1996 ST              | 18 вересня 1996   | Станція Сінлун                   | SCAP                                                   |
| 8051 Пісторія (Pistoria)             | 1997 PP4             | 13 серпня 1997    | Обсерваторія Пістоїєзе           | Лучано Тезі, Ґабріеле Каттані                          |
| 8052 Новаліс (Novalis)               | 2093 P-L             | 24 вересня 1960   | Паломарська обсерваторія         | К. Й. ван Гаутен, І. ван Гаутен-Ґроневельд, Т. Герельс |
| 8053 Клейст (Kleist)                 | 4082 P-L             | 25 вересня 1960   | Паломарська обсерваторія         | К. Й. ван Гаутен, І. ван Гаутен-Ґроневельд, Т. Герельс |
| 8054 Брентано (Brentano)             | 4581 P-L             | 24 вересня 1960   | Паломарська обсерваторія         | К. Й. ван Гаутен, І. ван Гаутен-Ґроневельд, Т. Герельс |
| 8055 Арнім (Arnim)                   | 5004 P-L             | 17 жовтня 1960    | Паломарська обсерваторія         | К. Й. ван Гаутен, І. ван Гаутен-Ґроневельд, Т. Герельс |
| 8056 Тік (Tieck)                     | 6038 P-L             | 24 вересня 1960   | Паломарська обсерваторія         | К. Й. ван Гаутен, І. ван Гаутен-Ґроневельд, Т. Герельс |
| 8057 Гофманншталь (Hofmannsthal)     | 4034 T-1             | 26 березня 1971   | Паломарська обсерваторія         | К. Й. ван Гаутен, І. ван Гаутен-Ґроневельд, Т. Герельс |
| 8058 Цукмаєр (Zuckmayer)             | 3241 T-3             | 16 жовтня 1977    | Паломарська обсерваторія         | К. Й. ван Гаутен, І. ван Гаутен-Ґроневельд, Т. Герельс |
| 8059 Деліянніс (Deliyannis)          | 1957 JP              | 6 травня 1957     | Обсерваторія Ґете Лінка          | Університет Індіани                                    |
| 8060 Anius                           | 1973 SD1             | 19 вересня 1973   | Паломарська обсерваторія         | К. Й. ван Гаутен, І. ван Гаутен-Ґроневельд, Т. Герельс |
| 8061 Ґаудіум (Gaudium)               | 1975 UF              | 27 жовтня 1975    | Ціммервальдська обсерваторія     | Пауль Вільд                                            |
| 8062 Охоцімський (Okhotsymskij)      | 1977 EZ              | 13 березня 1977   | КрАО                             | Черних Микола Степанович                               |
| 8063 Крістінатомас (Cristinathomas)  | 1977 XP2             | 7 грудня 1977     | Паломарська обсерваторія         | Ш. Дж. Бас                                             |
| 8064 Лисиця (Lisitsa)                | 1978 RR              | 1 вересня 1978    | КрАО                             | Черних Микола Степанович                               |
| 8065 Находкін (Nakhodkin)            | 1979 FD3             | 31 березня 1979   | КрАО                             | Черних Микола Степанович                               |
| 8066 Польдімері (Poldimeri)          | 1980 PB2             | 6 серпня 1980     | Обсерваторія Ла-Сілья            | Річард Вест                                            |
| 8067 Гельфенштейн (Helfenstein)      | 1980 RU              | 7 вересня 1980    | Станція Андерсон-Меса            | Едвард Бовелл                                          |
| 8068 Вішнуредді (Vishnureddy)        | 1981 EQ28            | 6 березня 1981    | Обсерваторія Сайдинг-Спрінг      | Ш. Дж. Бас                                             |
| 8069 Бенвайс (Benweiss)              | 1981 EF30            | 2 березня 1981    | Обсерваторія Сайдинг-Спрінг      | Ш. Дж. Бас                                             |
| 8070 ДеМео (DeMeo)                   | 1981 EM30            | 2 березня 1981    | Обсерваторія Сайдинг-Спрінг      | Ш. Дж. Бас                                             |
| 8071 Сімонеллі (Simonelli)           | 1981 GO              | 5 квітня 1981     | Станція Андерсон-Меса            | Едвард Бовелл                                          |
| 8072 Йодзікондо (Yojikondo)          | 1981 GO1             | 1 квітня 1981     | Гарвардська обсерваторія         | Гарвардська обсерваторія                               |
| 8073 Джонгармон (Johnharmon)         | 1982 BS              | 24 січня 1982     | Станція Андерсон-Меса            | Едвард Бовелл                                          |
| 8074 Слейд (Slade)                   | 1984 WC2             | 20 листопада 1984 | Паломарська обсерваторія         | Едвард Бовелл                                          |
| 8075 Роеро (Roero)                   | 1985 PE              | 14 серпня 1985    | Станція Андерсон-Меса            | Едвард Бовелл                                          |
| (8076) 1985 RV4                      | 1985 RV4             | 15 вересня 1985   | Обсерваторія Ла-Сілья            | Анрі Дебеонь                                           |
| 8077 Хойл (Hoyle)                    | 1986 AW2             | 12 січня 1986     | Станція Андерсон-Меса            | Едвард Бовелл                                          |
| 8078 Керолджордан (Carolejordan)     | 1986 RS2             | 6 вересня 1986    | Станція Андерсон-Меса            | Едвард Бовелл                                          |
| 8079 Бернардловелл (Bernardlovell)   | 1986 XF1             | 4 грудня 1986     | Станція Андерсон-Меса            | Едвард Бовелл                                          |
| 8080 Інтел (Intel)                   | 1987 WU2             | 17 листопада 1987 | Коссоль                          | CERGA                                                  |
| 8081 Леопарді (Leopardi)             | 1988 DD              | 17 лютого 1988    | Обсерваторія Сан-Вітторе         | Обсерваторія Сан-Вітторе                               |
| 8082 Хейнес (Haynes)                 | 1988 NR              | 12 липня 1988     | Паломарська обсерваторія         | Е. Гелін                                               |
| 8083 Маеда (Mayeda)                  | 1988 VB              | 1 листопада 1988  | Обсерваторія Ґейсей              | Тсутому Секі                                           |
| 8084 Даллас (Dallas)                 | 1989 CL1             | 6 лютого 1989     | Станція Аясі обсерваторії Сендай | Масахіро Коїсікава                                     |
| (8085) 1989 CD8                      | 1989 CD8             | 7 лютого 1989     | Обсерваторія Ла-Сілья            | Анрі Дебеонь                                           |
| 8086 Петертомас (Peterthomas)        | 1989 RB6             | 1 вересня 1989    | Паломарська обсерваторія         | Едвард Бовелл                                          |
| 8087 Кадзутака (Kazutaka)            | 1989 WA2             | 29 листопада 1989 | Обсерваторія Кітамі              | Кін Ендате, Кадзуро Ватанабе                           |
| 8088 Австралія (Australia)           | 1990 SL27            | 23 вересня 1990   | КрАО                             | Ґ. Кастель, Журавльова Людмила Василівна               |
| 8089 Юкар (Yukar)                    | 1990 TW7             | 13 жовтня 1990    | Обсерваторія Карла Шварцшильда   | Лутц Шмадель, Ф. Бернґен                               |
| (8090) 1991 RO23                     | 1991 RO23            | 15 вересня 1991   | Паломарська обсерваторія         | Генрі Гольт                                            |
| (8091) 1992 BG                       | 1992 BG              | 24 січня 1992     | Обсерваторія Ніхондайра          | Такеші Урата                                           |
| (8092) 1992 DC10                     | 1992 DC10            | 29 лютого 1992    | Обсерваторія Ла-Сілья            | UESAC                                                  |
| (8093) 1992 UZ2                      | 1992 UZ2             | 25 жовтня 1992    | Обсерваторія Уенохара            | Нобухіро Кавасато                                      |
| (8094) 1992 UG3                      | 1992 UG3             | 24 жовтня 1992    | Обсерваторія Дінік               | Ацуші Суґіе                                            |
| (8095) 1992 WS2                      | 1992 WS2             | 18 листопада 1992 | Обсерваторія Кушіро              | Сейджі Уеда, Хіроші Канеда                             |
| 8096 Емільзоля (Emilezola)           | 1993 OW3             | 20 липня 1993     | Обсерваторія Ла-Сілья            | Ерік Вальтер Ельст                                     |
| 8097 Яманісі (Yamanishi)             | 1993 RE              | 12 вересня 1993   | Обсерваторія Кітамі              | Кін Ендате, Кадзуро Ватанабе                           |
| 8098 Міямотоатсуші (Miyamotoatsushi) | 1993 SH2             | 19 вересня 1993   | Обсерваторія Кітамі              | Кін Ендате, Кадзуро Ватанабе                           |
| (8099) 1993 TE                       | 1993 TE              | 8 жовтня 1993     | Яцука                            | Хіросі Абе, Сейдай Міясака                             |
| 8100 Нобеяма (Nobeyama)              | 1993 XF              | 4 грудня 1993     | Нюкаса                           | Масанорі Хірасава, Шохеї Судзукі                       |

| Астероїди 1—10000 → |           |           |           |           |           |           |           |           |            |
| 1—100               | 1001—1100 | 2001—2100 | 3001—3100 | 4001—4100 | 5001—5100 | 6001—6100 | 7001—7100 | 8001—8100 | 9001—9100  |
| 101—200             | 1101—1200 | 2101—2200 | 3101—3200 | 4101—4200 | 5101—5200 | 6101—6200 | 7101—7200 | 8101—8200 | 9101—9200  |
| 201—300             | 1201—1300 | 2201—2300 | 3201—3300 | 4201—4300 | 5201—5300 | 6201—6300 | 7201—7300 | 8201—8300 | 9201—9300  |
| 301—400             | 1301—1400 | 2301—2400 | 3301—3400 | 4301—4400 | 5301—5400 | 6301—6400 | 7301—7400 | 8301—8400 | 9301—9400  |
| 401—500             | 1401—1500 | 2401—2500 | 3401—3500 | 4401—4500 | 5401—5500 | 6401—6500 | 7401—7500 | 8401—8500 | 9401—9500  |
| 501—600             | 1501—1600 | 2501—2600 | 3501—3600 | 4501—4600 | 5501—5600 | 6501—6600 | 7501—7600 | 8501—8600 | 9501—9600  |
| 601—700             | 1601—1700 | 2601—2700 | 3601—3700 | 4601—4700 | 5601—5700 | 6601—6700 | 7601—7700 | 8601—8700 | 9601—9700  |
| 701—800             | 1701—1800 | 2701—2800 | 3701—3800 | 4701—4800 | 5701—5800 | 6701—6800 | 7701—7800 | 8701—8800 | 9701—9800  |
| 801—900             | 1801—1900 | 2801—2900 | 3801—3900 | 4801—4900 | 5801—5900 | 6801—6900 | 7801—7900 | 8801—8900 | 9801—9900  |
| 901—1000            | 1901—2000 | 2901—3000 | 3901—4000 | 4901—5000 | 5901—6000 | 6901—7000 | 7901—8000 | 8901—9000 | 9901—10000 |